# Орадя (аеропорт)
Міжнародний Аеропорт Орадя (IATA:OMR, ICAO:LROD) — пасажирський аеропорт міжнародного статусу на північному заході Румунії. Аеропорт називають також західними воротами Румунії.
Аеропорт є хабом для:
- Blue Air
- TAROM

Міжнародний аеропорт Орадя має одну злітно-посадкову смугу завдовжки 2100 м і завширшки 45 м (яка до реконструкції у 2015 році мала довжину 1800 м, ширину 30 м) та один термінал, з якого виконуються внутрішні та міжнародні рейси. Аеропорт Орадя є членом Міжнародної асоціації повітряного транспорту (IATA), Міжнародної організації цивільної авіації (ICAO) та Міжнародної ради аеропортів (ACI Europe).

## Розташування
Міжнародний аеропорт Орадя розташований на північному заході Румунії за 5,91 км від центру міста Орадя, біля національної дороги DN79, поруч з одним із головних автомобільних і залізничних прикордонних пунктів Угорщини. Аеропорт обслуговує повіт Біхор з населенням 620 000 мешканців та є шлюзом сполучення із західною та центральною Європою. Він вдало розташований на кордоні з Угорщиною, та поруч з багатьма курортними зонами з термальними джерелами.

## Термінали
Міжнародний аеропорт Орадя має один термінал.
У терміналі аеропорту зосереджені туристичне агентство, пункт прокату автомобілів, пункти обміну валют, магазини, кафе і бари, туалет для людей з обмеженими можливостями, медичний пункт, аптеки, камери схову багажу. Біля будівлі терміналу знаходиться паркінг для автомобілів.
Термінал має два виходи на посадку, потік вильотів окремо для VIP-персон, дипломатів, членів екіпажів літаків та осіб з обмеженою рухливістю, зала для VIP-персон та зала для посадових осіб, канали пропуску прикордонної та митної служб, зона контролю авіабезпеки та окреме відділення для спеціальної перевірки багажу. На другому поверсі будівлі терміналу розташовується оглядовий майданчик з вільним доступом для пасажирів.

## Модернізація та реконструкція
У грудні 2011 року завершився перший етап робіт по розширенню та модернізації пасажирського терміналу аеропорту Орадя. Протягом 2012 року була проведена остаточна реконструкція терміналу аеропорту.
У липні 2012 року було проведено оцінку аеропорту Орадя згідно HG 791/2009 (Рішення уряду №791 від 8 липня 2009 року Про умови сертифікації міжнародних цивільних аеропортів або аеропортів, відкритих для міжнародного повітряного руху) для сертифікації його в якості аеропорту, відкритого для міжнародних перевезень. На підставі звіту № 23907 від 20.08.2012, складеного оцінювальним комітетом, Міністерство транспорту Румунії видало наказ №1322 від 20.08.2012, який засвідчує, що аеропорт Орадя є аеропортом, відкритим для міжнародних перевезень.
У березні 2015 року аеропорт було зачинено для капітальної реконструкції злітно-посадкової смуги. Роботи з модернізації смуги були завершені 30 жовтня 2015 року. 
12 листопада 2015 року аеропорт Орадя був відкритий після реконструкції та прийняв перший рейс Бухарест - Орадя. Реконструкція злітно-посадкової смуги проводилась протягом 59 днів, протягом яких роботи виконувались цілодобово. Існуючу злітно-посадкову смугу повністю знесли та замінили новою бетонною конструкцією. Нова злітно-посадкова смуга має довжину 2100 м і ширину 45 м, дві руліжні доріжки ALFA та BRAVO. 
Усього було виконано 300 000 м³ земляних робіт і залито 60 000 м³ бетону. 
Нова злітно-посадкова смуга забезпечена пероном завдовжки 266 м та 118,5 м завширшки та забезпечує простір, що необхідний для одночасного розміщення 6 літаків. Ділянки руху, такі як злітно-посадкова смуга, руліжні доріжки та перон посадки/висадки оснащені системами освітлення категорії II. Також було розроблено і реалізовано нову систему дренажу для збору дощової води з поверхні злітно-посадкової смуги, загальною довжиною 11000 м. Була побудована нова електрична підстанція для того, щоб обслуговувати всі аеропортові споруди та системи.

## Інше використання

### Військове
У березні 2010 року в місті Орадя румунською владою було створено Центр передового досвіду агентурної розвідки НАТО, (NATO HUMINT Centre of Excellence). Всі літаки, які беруть участь в діяльності Центру, використовують аеропорт Орадя. У Міжнародному аеропорту Орадя одночасно функціонують також бази ВПС Румунії.

### Санітарна авіація
У Міжнародному аеропорту Орадя базуються медичні літаки та вертольоти Санітарної авіації для санавіації важких і реанімаційних хворих. Реанімобілям дозволяється під'їжджати безпосередньо до літака або вертольота. Медичні літаки користуються тут правом переважного вильоту.

## Авіакомпанії та напрямки на квітень 2019
| Авіакомпанія | Пункт призначення |
| ------------ | ----------------- |
| TAROM        | Бухарест          |

## Статистика
Див. джерело запитів Вікіданих та джерела.

За даними аеропорту Орадя у 2018 році пасажиропотік склав більше ніж 220 тисяч пасажирів, що на 35% більше, ніж в аналогічному періоді 2017 року, коли в аеропорту Орадя було зареєстровано 162902 пасажирів. Розподіл пасажирів на внутрішніх рейсах TAROM та Blue Air до Бухареста склав 93 368 пасажирів, відповідно 126 644 пасажирів на зовнішніх маршрутах Орадя. Значне зростання відбулося на зовнішніх маршрутах, де кількість пасажирів зросла майже на 50%. Це було зумовлено приходом в аеропорт авіакомпанії Ryanair в березні 2017 року.
Але вже з листопада 2018 року авіакомпанія Ryanair припинила свою діяльність в аеропорту Орадя на фоні загального скорочення кількості своїх рейсів в Румунії. Внаслідок чого кількість зовнішніх маршрутів з аеропорту Орадя знову різко скоротилась.

## Катастрофи та інциденти
- 4 лютого 1970 року пасажирський літак Ан-24В, реєстраційний номер YR-AMT, авіакомпанії TAROM, рейс RO35 з невідомих причин розбився в горах при наближенні до аеропорту Орадя. Літак виконував внутрішній рейс з міжнародного аеропорту Бухарест-Отопені (OTR) в аеропорт Орадя. Політ проходив в умовах поганої видимості, літак зачепив дерева на схилі гори, вдарився об схил і розпався. Шість членів екіпажу і сім пасажирів загинули одразу, ще 7 пасажирів загинули, перш ніж рятувальники змогли дістатися до уламків. Вижити вдалося лише одному пасажиру. Всього на борту знаходилось 6 членів екіпажу і 15 пасажирів.[15]

- 27 травня 1971 року літак Іл-14, авіакомпанії TAROM, який виконував рейс Орадя-Бухарест, був викрадений шістьма зловмисниками після вильоту з аеропорту Орадя. Викрадачі вимагали доставити їх до Австрії. Згодом викрадачі здалися. На борту перебувало 30 осіб, ніхто не постраждав.[16]

- 20 вересня 1994 року військово-транспортний літак Ан-26 ВПС Румунії, реєстраційний номер 508, який виконував рейс Орадя - Бухарест, був пошкоджений в результаті аварії при зльоті в аеропорту Орадя. Під час зльоту бортінженер (студент) прибрав шасі не дочекавшись наказу капітана. Літак був списаний через неможливість ремонту.[17]

- 16 січня 2009 року літак Gulfstream G200, авіакомпанії Ion Tiriac Air, який виконував рейс Бухарест-Орадя, був істотно пошкоджений під час аварії на злітно-посадковій смузі при посадці в аеропорту Орадя. Він викотився за межі злітно-посадкової смуги, внаслідок чого отримав пошкодження носа, а також було зламано шасі. Літак зупинився біля паркану, що оточує аеропорт. Повідомлялося, що всі 12 осіб, що знаходилися в літаку (2 члени екіпажу і 10 пасажирів), вижили і не постраждали.[18]

## Наземний транспорт
З 16 грудня 2016 року транспортна компанія ORADEA TRANSPORT LOCAL S.A. заснувала автобусну лінію 28, яка забезпечує зв'язок між міжнародним аеропортом Орадя та центром міста Орадя. 
Маршрут руху автобуса №28:
у напрямку аеропорту: staţiile Gojdu, Turnul Primăriei, Biserica Emanuel, Nicolae Bolcaş.
у зворотньому напрямку: staţiile Calea Aradului, Centrul Istoric 1 (str. Iuliu Maniu), Centrul Istoric 2 (str.S.M.Klein), Biserica cu Lună, P-ţa 1 Decembrie (Blocul Turn), Gojdu.
Графік руху автобуса 28 пов'язаний з розкладом рейсів вильоту/прильоту в міжнародному аеропорту Орадя, та відображається на станціях та доступний на вебсайті компанії ORADEA TRANSPORT LOCAL S.A., розділ «Транспортна мережа». 